# 31-es busz (Vác)
A 31-es busz Vácon egy a kihasználatlanság és a járatösszevonások miatt megszüntetett viszonylat. A deákvári lakótelepet a deákvári kertvároson, az alsóvárosi lakótelepen és a 2-es számú főút menti ipartelepeken keresztül kötötte össze a gumigyárral. A rendszerváltás előtt komoly forgalma volt a járatnak, hiszen a lakótelepekről szállította a dolgozókat a 2-es főút menti hajógyárba, a házgyárba, a Chinoin helyi állatkísérleti laboratóriumába és a gumigyárba. A hajó-, a házgyár és a kísérleti laboratórium megszűnt, helyüket - a fogyasztói társadalom legtipikusabb szimbólumai - használtautó-kereskedések és hipermarketek vették át. A gumigyárban a korszerű 21-ik századi technológiának köszönhetően a fizikai munkásállomány szinte teljesen szükségtelen lett. Így a 31-es járat gyakorlatilag csak a deákvári és az alsóvárosi lakótelepek közötti utasforgalmat szolgálta ki, melyet aztán az 51-es és az 52-es járatok útvonalának módosításával és ezzel együtt a 31-es és betétjárata, a 32-es viszonylat beszüntetésével is el tudnak látni. A 31-es busz csak munkanapokon reggel és délután közlekedett, valamint késő este egy utolsó járat.
A Híradó térről a gumigyár irányába a Kórház megállóban csak délután kettő, illetve a késő esti járat állt meg, a többi nem. Vissza irányba minden 31-es járat megállt, a 32-esek viszont egyik irányban sem álltak meg a városi kórháznál.

## Megállóhelyei
Egyes megállóknak, melyek a 31-es járat beszüntetése óta át lettek nevezve, a jelenlegi neve zárójelben, dőlt betűvel van feltüntetve és az átszállási kapcsolatoknál az akkor még létező, illetve a még át nem számozott járatok is fel vannak tüntetve. Valamint az intézmények, látnivalók oszlopban a megálló környékén az akkor még nem létező megemlítendő intézmény vagy látnivaló zárójelben, dőlt betűvel szerepel.
| sz1. | sz2. | megállóhely neve              | menetidő (perc) | menetidő (perc | átszállási kapcsolatok         | intézmények, látnivalók |
| ---- | ---- | ----------------------------- | --------------- | -------------- | ------------------------------ | --- |
| 0    | 17   | Híradó tér                    | 0               | 23             | 32, 51, 52                     | Híradó emlékmű, 56-os emlékhely (egykori rabtemető), Szent Mihály kápolna                                                    |
| 1    | 16   | Radnóti út                    | 1               | 22             | 13, 32, 41, 42, 51, 52, 61     | |
| 2    | ∫    | Újhegyi út 42.                | 2               | ∫              | 13, 32, 41, 42, 51, 52, 61     | |
| ∫    | 15   | Deákvári főút 29.             | ∫               | 21             | 13, 21, 32, 41, 42, 51, 52, 61 | |
| ∫    | 14   | Fürj utca                     | ∫               | 20             | 13, 21, 32, 41, 42, 51, 52, 61 | |
| 3    | 13   | Deákvár, ABC (Gyógyszertár)   | 4               | 19             | 13, 21, 22, 32, 51, 52, 61     | |
| 4    | 12   | Vörösmarty tér                | 5               | 18             | 13, 32, 51, 52, 61             | Deákvári Római Katolikus Plébániatemplom                                                                                     |
| 5    | 11   | Nógrádi utca                  | 6               | 17             | 13, 32, 51, 52, 61             | |
| 6    | 10   | Kórház                        | 8               | 14             | 11, 51, 52                     | Városi kórház, Kálvária |
| 7    | 9    | Telep utca                    | 9               | 13             | 11, 13, 32, 51, 52, 61         | Váci Településszolgáltatási Nonprofit Kft., Vác Város Önkormányzat Szociális Szolgáltatások Háza                             |
| 8    | 8    | Honvéd utca                   | 11              | 11             | 11, 32, 51, 52                 | |
| 9    | 7    | Magyar utca                   | 12              | 10             | 11, 12, 32                     | |
| 10   | 6    | Vásár utca                    | 14              | 9              | 11, 12, 32, MÁV-Start          | Vásártér, vasútmegálló |
| 11   | 5    | FORTE gyár (Nagymező utca)    | 16              | 8              | 11, 12, 32                     | Forte Fotokémiai Rt. |
| 12   | ∫    | Vásár utca                    | 18              | ∫              | 11, 12, 32, MÁV-Start          | Vásártér, vasútmegálló |
| 13   | ∫    | Magyar utca                   | 19              | ∫              | 11, 12, 32                     | |
| 14   | ∫    | Földváry tér                  | 21              | ∫              | 11, 12                         | |
| ∫    | 4    | Kölcsey utca                  | ∫               | 7              | 11, 12                         | |
| ∫    | 3    | Zöldfa utca                   | ∫               | 6              | 11, 12                         | Kőszentes híd (Gombás-patak barokk hídja)                                                                                    |
| 15   | 2    | Hétkápolna (LIDL, Hétkápolna) | 22              | 4              |                                | 1849-es váci csaták-emlékobeliszk, Hétkápolna-templom és búcsújáróhely, Ligeti-tó, szovjet katonai sírkert, Vízművek, (LIDL) |
| 16   | 1    | Hajógyár                      | 24              | 2              |                                | |
| 17   | 0    | Gumigyár                      | 25              | 0              |                                | |

## Külső hivatkozások
- Kisokos Vác-Dunakeszi-Fót 2008/1 Menetrendi melléklet 48. o.
- Vác honlapja